# Сент-Этьен-де-Вик
Сент-Этье́н-де-Вик (фр. Saint-Étienne-de-Vicq) — коммуна во Франции, находится в регионе Овернь. Департамент коммуны — Алье. Входит в состав кантона Лапалис. Округ коммуны — Виши.
Код INSEE коммуны — 03230.

## Население
Население коммуны на 2008 год составляло 495 человек.
| 1962 | 1968 | 1975 | 1982 | 1990 | 1999 | 2008 |
| ---- | ---- | ---- | ---- | ---- | ---- | ---- |
| 442  | 451  | 419  | 390  | 406  | 431  | 495  |

## Экономика
В 2007 году среди 280 человек в трудоспособном возрасте (15—64 лет) 208 были экономически активными, 72 — неактивными (показатель активности — 74,3 %, в 1999 году было 72,8 %). Из 208 активных работали 185 человек (99 мужчин и 86 женщин), безработных было 23 (19 мужчин и 4 женщины). Среди 72 неактивных 18 человек были учениками или студентами, 25 — пенсионерами, 29 были неактивными по другим причинам.

## Достопримечательности
- Церковь XI века, внесена в список исторических памятников, как имеющая абсолютно круглую колокольню
- Курган Малакоф